# 2 Brothers on the 4th Floor
2 Brothers on the 4th Floor is een Nederlandse eurodancegroep, opgericht door de twee broers Bobby en Martin Boer, die in de jaren negentig van de twintigste eeuw zijn succesperiode beleefde. De groep had succes in landen als Nederland, België, Duitsland, Tsjechië, Noorwegen, Finland, Zuid-Afrika, Chili, Israël, de Verenigde Staten en het Verenigd Koninkrijk. 2 Brothers on the 4th Floor wordt vertegenwoordigd door de featuring-artiesten rapper D-Rock, zangeres Des'Ray, rapper Da Smooth Baron MC, zangeres Gale Robinson en zangeres Peggy the Duchess (Peggy de Graaf), die tevens secretaresse was bij hun toenmalige platenmaatschappij Arcade.

## Geschiedenis
De broers Bobby en Martin Boer, waren al jaren met muziek aan het experimenteren op hun slaapkamer, op de vierde verdieping (Brits-Engels of letterlijk vertaald: 'fourth floor') in een flat aan de Boelesteinlaan in de Utrechtse wijk Zuilen, toen in 1990 het echte succes kwam met Can't Help Myself. Dit nummer werd een internationale hit met onder andere een nummer 1-notering in de Amerikaanse 'Billboard Dance Chart Chicago'. Bobby en Martin lieten de podiumact over aan rapper Da Smooth Baron MC, zangeres Peggy 'The Duchess' en diverse dansers (onder wie Sylvana Simons).
De opvolger Turn Da Music Up scoorde iets minder goed in Nederland, dit vanwege illegale import vanuit Italië waarvan de verkopen niet meetelden voor de samenstelling van de Nederlandse Top 40. In het buitenland scoorde deze track daarentegen des te beter en dit vestigde nog veel meer aandacht op de act.
Na deze twee singles was het even stil rond het project. In 1993 werd besloten 2 Brothers on the 4th Floor nieuw leven te blazen. Bobby en Martin gingen weer samen de studio in en produceerden de track Never Alone. Never Alone werd de eerste single met de vocalen van zangeres Des'ray en rapper (en buurjongen) René Phillips, alias D-Rock, die als rapper CMC actief was bij onder andere 24K. De nieuwe bezetting behaalde met Never Alone goud in Nederland. Opvolger Dreams sloeg met een nummer 1-notering en wederom goud nog beter aan. De daaropvolgende single Let Me Be Free haalde eveneens de top 10.
Het eerste volledige 2 Brothers on the 4th Floor-album, Dreams, kwam uit in 1994 en stond gedurende langere tijd in de Album Top 100-lijst.
Zangeres Des'ray en rapper D-Rock werden de gezichten van 2 Brothers On The 4th Floor.
In 1995 begonnen Martin en Bobby aan de opnames voor het tweede album, voorafgegaan door de singles Fly (Through The Starry Night), Come Take My Hand, en Fairytales. Voor de videoclip Fairytales werden de bijbehorende 3D-animaties gemaakt door Ben Liebrand. In 1996 kwam het tweede album 2 uit. Van dit album kwamen ook nog de hitsingles Mirror of Love, There's A Key en One Day.
Vanaf 1997 zetten Martin en Bobby het 2 Brothers on the 4th Floor-succes voort met de hitsingles I'm thinkin' of U, Do you know, The sun will be shining, Heaven is here, Living in cyberspace, Wonderful feeling en Stand up and live. Deze tracks zouden in combinatie met nieuwe producties in 2001 op een derde 2 Brothers on the 4th Floor-album verschijnen maar vanwege een reorganisatie bij platenmaatschappij CNR Music kwam het niet van dit album.
In 2006 kwamen de 2 Brothers on the 4th Floor weer samen voor een optreden waarna op veler verzoek besloten werd om weer vaker te gaan optreden.
Begin 2006 werd besloten om met een 2 Brothers on the 4th Floor-reünie te komen. In september 2006 bracht de groep alle top 10-hits ten gehore. Op 12 april 2008 traden ze voor het eerst sinds lang op in België, op de uitverkochte I love the 90's - The party in de Ethias Arena in Hasselt. Voor 21.500 mensen brachten ze Dreams, Never Alone, Come Take My Hand en de Megamix.
De nummers Never Alone, Come Take My Hand en Dreams worden als soundtracks voor de film New Kids Nitro gebruikt. Het nummer Dreams wordt ook gebruikt in de film Flodder 3.
Op 6 mei 2016 kwam het verzamelalbum The Very Best Of (25th Anniversary Edition) uit ter ere van het 25-jarig jubileum van de groep. Een dubbel-cd met op de eerste schijf de grootste hits met het niet eerder uitgebrachte Shine Like A Star en een akoestische versie van Dreams, op de tweede enkele remixen van onder meer Never Alone en Dreams. Laatstgenoemde werd als single uitgebracht ter ondersteuning van de uitgave van het verzamelalbum. Op 13, 14 en 15 mei 2016 traden ze als gastartiesten op tijdens Toppers in Concert in de Amsterdam ArenA.
D-Rock lijdt sinds zijn 38e aan de ziekte van Parkinson.
Al meer dan 15 jaar treden de 2 Brothers on the 4th Floor op met hun vaste dj/MC genaamd Masta als hypeman en ondersteuning.

## Discografie

### Albums
| Album met eventuele hitnotering(en) in de Nederlandse Album Top 100 | Datum van verschijnen | Datum van binnenkomst | Hoogste positie | Aantal weken | Opmerkingen   |
| ------------------------------------------------------------------- | --------------------- | --------------------- | --------------- | ------------ | ------------- |
| Dreams                                                              | 1994                  | 30-07-1994            | 9               | 26           | Goud          |
| 2                                                                   | 1996                  | 30-11-1996            | 24              | 11           | Goud          |
| The Very Best Of (25th Anniversary Edition)                         | 2016                  | 14-05-2016            | 64              | 1            | Verzamelalbum |

### Singles
| Single met eventuele hitnotering(en) in de Nederlandse Top 40 | Datum van verschijnen | Datum van binnenkomst | Hoogste positie | Aantal weken | Opmerkingen                                                             |
| ------------------------------------------------------------- | --------------------- | --------------------- | --------------- | ------------ | ----------------------------------------------------------------------- |
| Can't Help Myself                                             | 1991                  | 26-01-1991            | 6               | 9            | met Da Smooth Baron MC / Nr. 6 in de Nationale Top 100                  |
| Turn Da Music Up                                              | 1991                  | 23-11-1991            | 19              | 7            | met Da Smooth Baron MC & Gale Robinson / Nr. 17 in de Nationale Top 100 |
| Never Alone                                                   | 1993                  | 27-11-1993            | 2               | 19           | met Des'Ray & D-Rock / Nr. 2 in de Mega Top 50 / Goud                   |
| Dreams (Will Come Alive)                                      | 1994                  | 18-06-1994            | 1(4wk)          | 15           | met Des'Ray & D-Rock / Nr. 1 in de Mega Top 50 / Goud / Alarmschijf     |
| Let Me Be Free                                                | 1994                  | 05-11-1994            | 6               | 8            | met Des'Ray & D-Rock / Nr. 7 in de Mega Top 50 / Alarmschijf            |
| Fly (Through the Starry Night)                                | 1995                  | 08-04-1995            | 7               | 9            | Nr. 6 in de Mega Top 50 / Dancesmash op Radio 538                       |
| Come Take My Hand                                             | 1995                  | 16-09-1995            | 4               | 11           | met Des'Ray & D-Rock / Nr. 4 in de Mega Top 50 / Megahit                |
| Fairytales                                                    | 1996                  | 02-03-1996            | 6               | 9            | met Des'Ray & D-Rock / Nr. 4 in de Mega Top 50 / Megahit                |
| Mirror of Love                                                | 1996                  | 03-08-1996            | 7               | 7            | met Des'Ray & D-Rock / Nr. 6 in de Mega Top 50 / Alarmschijf            |
| There's a Key                                                 | 1996                  | 16-11-1996            | 10              | 5            | met Des'Ray & D-Rock / Nr. 7 in de Mega Top 50 / Alarmschijf            |
| Christmas Time                                                | 1996                  | 21-12-1996            | tip13           | -            | met Des'Ray & D-Rock                                                    |
| One Day                                                       | 1997                  | 24-05-1997            | 10              | 8            | met Des'Ray & D-Rock / Nr. 15 in de Mega Top 100 / Megahit              |
| I'm Thinkin' of U                                             | 1997                  | 16-08-1997            | 10              | 6            | met Des'Ray & D-Rock / Nr. 20 in de Mega Top 100 / Alarmschijf          |
| Do You Know?                                                  | 1998                  | 11-04-1998            | 18              | 6            | met Des'Ray & D-Rock / Nr. 26 in de Mega Top 100                        |
| The Sun Will Be Shining                                       | 1998                  | 08-08-1998            | 23              | 5            | met Des'Ray & D-Rock / Nr. 29 in de Mega Top 100                        |
| Heaven Is Here                                                | 1999                  | 20-02-1999            | tip5            | -            | met Des'Ray & D-Rock / Nr. 52 in de Mega Top 100                        |
| Living in Cyberspace                                          | 1999                  | 27-11-1999            | 32              | 4            | met Des'Ray & D-Rock / Nr. 28 in de Mega Top 100                        |
| Wonderful Feeling                                             | 2000                  | 08-07-2000            | tip12           | -            | met Des'Ray & D-Rock / Nr. 44 in de Mega Top 100                        |

| Single met hitnotering(en) in de Vlaamse Ultratop 50 | Datum van verschijnen | Datum van binnenkomst | Hoogste positie | Aantal weken | Opmerkingen                                                          |
| ---------------------------------------------------- | --------------------- | --------------------- | --------------- | ------------ | -------------------------------------------------------------------- |
| Can't Help Myself                                    | 1991                  | 02-03-1991            | 21              | 8            | met Da Smooth Baron MC / Nr. 19 in de Radio 2 Top 30                 |
| Turn Da Music Up                                     | 1991                  | 21-12-1991            | 22              | 5            | met Da Smooth Baron MC & Gale Robinson / Nr. 17 in de Radio 2 Top 30 |
| Never Alone                                          | 1993                  | 01-01-1994            | 3               | 15           | Nr. 3 in de Radio 2 Top 30                                           |
| Dreams (Will Come Alive)                             | 1994                  | 02-07-1994            | 8               | 15           | met Des'Ray & D-Rock / Nr. 6 in de Radio 2 Top 30                    |
| Fly (Through the Starry Night)                       | 1995                  | 15-04-1995            | 19              | 9            | Nr. 19 in de Radio 2 Top 30                                          |
| Come Take My Hand                                    | 1995                  | 30-09-1995            | 9               | 18           | met Des'Ray & D-Rock / Nr. 9 in de Radio 2 Top 30                    |
| Fairytales                                           | 1996                  | 06-04-1996            | 46              | 3            | met Des'Ray & D-Rock                                                 |
| Mirror of Love                                       | 1996                  | 17-08-1996            | 22              | 8            | met Des'Ray & D-Rock / Nr. 22 in de Radio 2 Top 30                   |
| There's a Key                                        | 1996                  | 14-12-1996            | tip15           | -            | met Des'Ray & D-Rock                                                 |
| I'm Thinkin' of U                                    | 1997                  | 13-09-1997            | 48              | 1            | met Des'Ray & D-Rock                                                 |

### NPO Radio 2 Top 2000
| Nummers met noteringen in de NPO Radio 2 Top 2000 | '16  | '17  | '18  | '19-'23 | '24  |
| ------------------------------------------------- | ---- | ---- | ---- | ------- | ---- |
| Come Take My Hand                                 | -    | -    | -    | -       | 1861 |
| Never Alone                                       | 1961 | 1838 | 1929 | -       | -    |

1. ↑  Een '-' betekent dat het nummer niet was genoteerd en een vetgedrukt getal geeft de hoogste notering van een nummer aan.
2. ↑  2016 was het eerste jaar met een notering voor 2 Brothers on the 4th Floor.